# 埃拉特机场
埃拉特机场（羅馬化：Namal HaTe'ufa Eilat）也稱「赫茲曼機場」（J. Hozman Airport），是一座位于以色列最南部城市埃拉特的机场，最主要的两条航线为以色列城市特拉维夫和海法，只有极少数的国际航线。2019年3月18日，埃拉特机场被新建的拉蒙机场所取代。

## 航點

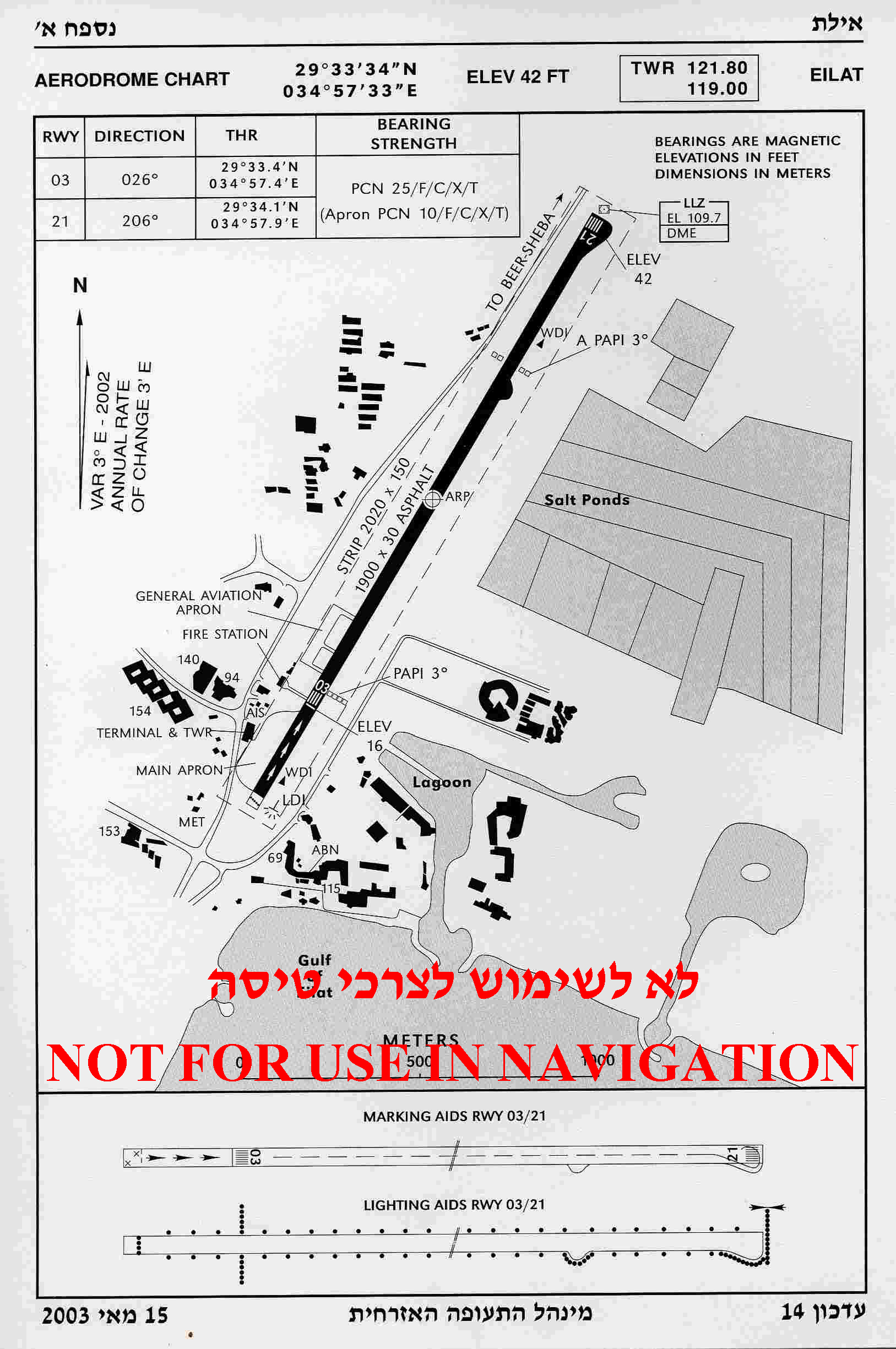
艾拉特機場地圖

| 航空公司         | 目的地                                      |
| ---------------- | ------------------------------------------- |
| 阿基亞以色列航空 | 海法、特拉維夫-本-古里安、特拉維夫-斯德多夫 |
| 以斯雷航空       | 海法、特拉維夫-本-古里安、特拉維夫-斯德多夫 |

## 圖集
- 1952年，一架阿基亞航空的C-46運輸機停靠在艾拉特機場。
- 1959年3月26日，愛蓮娜·羅斯福總統夫人乘坐阿基亞航空的道格拉斯DC-3客機抵達艾拉特機場進行訪問。
- 2012年，存放在艾拉特機場的阿基亞航空道格拉斯DC-3。
- 2013年，一架以色列航空的波音737在艾拉特機場著陸。
- 艾拉特機場
- 艾拉特機場航站樓